# Klaus Roth (Chemiker)
Klaus Roth (* 30. Januar 1945 in Berlin) ist ein deutscher Chemiker, Hochschullehrer und Autor. Seit 2003 hat er in einer regelmäßigen Rubrik in Chemie in unserer Zeit zahlreiche Artikel über Lebensmittelchemie und alltägliche Chemie verfasst, die auch in drei Büchern und in englischer Übersetzung auf ChemistryViews publiziert worden sind.

## Leben und Wirken
Klaus Roth studierte Chemie von 1964 bis 1969 an der Freien Universität Berlin und promovierte an der FU Berlin im Jahr 1973 mit einer Arbeit „Über Azaisologe hochacider Kohlenwasserstoffe“ im Arbeitskreis von Dieter Rewicki. Von 1979 bis 1980 absolvierte Roth einen Forschungsaufenthalt am Institute for Medical Research in London. Dort führte er NMR-spektroskopische Untersuchungen an Dihydrofolatreduktase durch. Nach seiner Rückkehr nach Deutschland habilitierte er sich im Jahr 1981 an der FU Berlin. Von 1986 bis 1988 absolvierte er einen Auslandsaufenthalt an der University of California in San Francisco,  wo er mit der in-vivo-NMR-Spektroskopie den Tumormetabolismus am lebenden Menschen erforschte. Nach diesem zweijährigen Auslandsaufenthalt wurde er 1990 auf eine außerplanmäßige Professur an der FU Berlin berufen. Zwischen 1991 und 2000 war er Leiter der Berliner Dahlem-Konferenzen. Ab dem Jahr 2000 war er Professor am Institut für Chemie der FU Berlin und entwickelte paramagnetische Kontrastmittel für die Kernspin-Tomographie.
Wissenschaftlich befasste Roth sich vor allem mit NMR-Tomographie und -Spektroskopie, über die er ein einführendes Lehrbuch verfasst hat. Roth publizierte rund 50 wissenschaftliche Arbeiten.
Im September 2015 veröffentlichte er ein Editorial in „Chemie in unserer Zeit“ mit dem Titel „Hören wir auf zu jammern“, in dem er daraufhin hinwies, dass das Ansehen „der Chemie“ nach einer Studie in Großbritannien in der Öffentlichkeit besser sei, als die Chemiker selber laut Umfragen glauben.

## Preise und Auszeichnungen
- 2008: GDCh-Preis für Journalisten und Schriftsteller

## Veröffentlichungen (Auswahl)
- Pilzragout nach Chemiker Art. In: Chemie in unserer Zeit. Band 49, Nr. 3, 2015, ISSN 1521-3781, S. 196–212, doi:10.1002/ciuz.201500712.
- Chemische Leckerbissen (= Sachbuch). 2.  Auflage. Wiley-VCH Verlag GmbH & Co. KGaA, Weinheim 2016, ISBN 978-3-527-33739-2.
- Chemische Köstlichkeiten (= Sachbuch). 1.  Auflage. Wiley-VCH-Verl, Weinheim 2010, ISBN 978-3-527-32752-2.
- Chemische Delikatessen. 1.  Auflage. Wiley-VCH Verlag GmbH & Co. KGaA, Weinheim 2007, ISBN 978-3-527-31984-8.
- NMR-Tomographie und -Spektroskopie in der Medizin: Eine Einführung. Springer Berlin / Heidelberg, Berlin, Heidelberg 1984, ISBN 978-3-540-13076-5.